# Гіперкінез
Гіперкінез (грец. ὑπερ і κίνησις над + рух) — патологічні, раптові, мимовільні насильницькі рухи в різних групах м'язів. Є симптомом, виявляються при органічних і функціональних ураженнях нервової системи та при ураженнях кори головного мозку, підкіркових рухових центрів, або стовбурової частини мозку. Нерідко — на тлі інфекційних захворювань (енцефаліт, ревматизм), дисцикуляторна енцефалопатія, після перенесеної черепно-мозкової травми, інтоксикації тощо.

## Класифікація
З гіперкінезами перебігають атетоз, хорея, хвороба Паркінсона, міоклонія тощо.
Розвивається внаслідок ураження нейронів різних структур головного мозку: екстрапірамідної системи таламуса, субталамічного ядра, зубчастого ядра мозочка, червоного ядра і їх систем зв'язку.
Виразність гіперкінезів можна зменшити або короткочасно припинити вольовими діями, а також больовими подразненнями, зміною пози, сном. Уві сні гіперкінези зникають.